# Jokasta (luna)
Jokasta (grško Ιοκάστη: Jokáste) je Jupitrov naravni satelit (luna). Spada med nepravilne lune z retrogradnim gibanjem. Je članica Anankine skupine Jupitrovih lun, ki krožijo okoli Jupitra v razdalji od 19,3 do 22,7 Gm in imajo naklon tira okoli 150°. 
Luno Jokasta je leta 2000 odkrila skupina astronomov, ki jo je vodil Scott S. Sheppard z Univerze Havajev. Prvotno so jo označili kot S/2003 J 3. Znana je tudi kot Jupiter XXIV. 
Ime je dobila po Jokasti iz grške mitologije, ki je bila mati in žena  Ojdipa .
Verjetno je ostanek razpadlega asteroida .
Luna Jokasta  ima premer okoli 5 km  in obkroža Jupiter v povprečni razdalji 20,723.000 km. Obkroži ga v  609,427   dneh po krožnici z veliko izsrednostjo (ekscentričnostjo), ki ima naklon tira okoli 147° (glede na ekliptiko) oziroma 146 ° (glede na ekvator Jupitra). 
Njena gostota je ocenjena na 2,6 g/cm3, kar kaže, da je sestavljena iz kamnin. Verjetno je ostanek razpadlega asteroida. 
Luna izgleda siva (barvni indeks je B-V=0.63, R-V= 0.36). Po drugih lastnostih je podobna asteroidom tipa C , ki so izredno temni.
Njen navidezni sij je 21,8 m.
Jupitrove lune Jokaste ne smemo zamenjati z asteroidom 899 Jokasta, ki ima podobno ime.